# 白腹鹭
白腹鹭（学名：Ardea insignis）鹭科苍鹭属下的一种大型鸟类。

## 形态特征
白腹鹭身高可达1.27米，背部、颈部、嘴部和腿部呈灰色，喉、腹部、臀、腋羽、腿内侧及颈下方的长饰羽均为白色。眼睛的虹膜呈黄色。

## 分布
白腹鹭主要分布于喜马拉雅山脉南坡的地区，数量稀少，被国际自然保护联盟（IUCN）评定为“濒危”。中国境内偶见于西藏东南部和云南省西部，最近一次是2019年在云南保山市昌宁县发现。